# Brodec
Brodec (deutsch Brodetz) ist eine Gemeinde in Tschechien. Sie liegt sieben Kilometer südlich von Louny und gehört zum Okres Louny.

## Geographie
Brodec befindet sich im Norden des Džbán-Berglandes im Tal des Baches Klášterský potok. Südlich erheben sich die Varta (Warta, 359 m) und Lawička (Lawitzka, 407 m) und im Nordwesten die Draha (Traha, 354 m).
Nachbarorte sind Líšťany und Brloh im Norden, Smolnice im Nordosten, Hříškov und Nová Ves im Osten, Hvížďalka im Südosten, Divice und Břinkov im Süden, Brodecký Mlýn, Kocanda und Selmice im Südwesten sowie Senkov und Zbrašín im Westen.

## Geschichte
Die erste urkundliche Erwähnung der Feste Brodec erfolgte im Jahre 1282. Brodec gehörte in der Mitte des 16. Jahrhunderts den Vladiken von Lukovec. Diese verkauften die Güter 1580 an die Hruška von Březno. Nachfolgender Grundherr war Joachim von Steinsdorf, dessen Ländereien nach der Schlacht am Weißen Berg konfisziert wurden. Das Dorf wurde danach versteigert und zwischen verschiedenen deutschen Adelshäusern weitergereicht. 1651 erwarben die Hložek von Žampach den Ort. Das Dorf war Teil des Saazer Kreises und dem Bezirk Zittolieb zugeordnet.
Nach der Aufhebung der Patrimonialherrschaften bildete  Brodce/Brodetz ab 1850 eine Gemeinde im politischen Bezirk Louny. 1924 wurde der tschechische Name des Ortes wieder in Brodec geändert. 1976 erfolgte die Eingemeindung nach Líšťany und zwischen 1981 und 1991 war Brodec ein Ortsteil von Ročov. Seit 1992 bildet Brodec wieder eine eigene Gemeinde. Brodec ist Mitglied im Gemeindeverbund Lounské Podlesí und die kleinste Gemeinde der Euroregion Erzgebirge/Krušnohoří.

## Gemeindegliederung
Für die Gemeinde Brodec sind keine Ortsteile ausgewiesen.